# Ranxolabreà
El Ranxolabreà és un estatge faunístic nord-americà de l'escala d'edats nord-americanes de mamífers terrestres (NALMA) que es considera que començà fa menys de 240.000 anys i s'acabà fa 11.000 anys. Deu el seu nom al jaciment fossilífer del Ranxo La Brea (conegut més habitualment com a traspuaments de brea de La Brea) a Los Angeles (Califòrnia). Es caracteritza per la presència del gènere Bison en el context del Plistocè, sovint en associació amb altres formes extintes del Plistocè, com ara Mammuthus. Se sol considerar que es troba a cavall entre el Plistocè mitjà i el Plistocè superior. És precedit per l'Irvingtonià i seguit pel Santaroseà.
Es pot dividir en dos intervals: Ra1, que començà fa 250.000 anys i s'acabà fa 115.000 anys, i Ra2, que començà fa 115.000 anys i s'acabà fa 12.000 anys
En altres continents, coincideix amb l'Oldenburguià de l'escala d'edats europees de mamífers terrestres i el Lujanià superior de l'escala d'edats sud-americanes de mamífers terrestres.